# IPadOS
IPadOS, dat gebaseerd is op iOS, is een besturingssysteem voor iPads, dat wordt ontwikkeld door Apple Inc. Het besturingssysteem werd aangekondigd tijdens WWDC in 2019. Daarbij werd aangekondigd dat iOS voor op de iPad zal worden hernoemd tot iPadOS, zodat er meer onderscheid kan worden gemaakt in functionaliteit tussen de iPhone en de iPad.

## Versies

### IPadOS 13
IPadOS 13 is de eerste versie en verscheen op 24 september 2019. Het besturingssysteem verschilt van iOS door toegevoegde functies die zijn toegespitst op multitasking.

### IPadOS 14
IPadOS 14 verscheen op 16 september 2020 en bevat hoofdzakelijk verbeteringen aan onder meer App Clips, widgets, de visuele indeling in de gebruikersinterface en Siri. Daarbij introduceert iPadOS 14 diverse privacyfuncties en Apptrackingtransparantie.

### iPadOS 15
IPadOS 15 is uitgebracht op 20 september 2021 en bevat verbeteringen in onder meer het thuisscherm, widgets, Kaarten, Meldingen en de appbibliotheek. Ook heeft iPadOS 15 een nieuwe gebruikersinterface voor gelijktijdige apps (multitasking) en kan een iPad vanaf een Mac-computer worden bestuurd met een toetsenbord en muis.

### IPadOS 16
IPadOS 16 is uitgebracht op 24 oktober 2022 en introduceert Stage Manager, een nieuwe functie om sneller tussen applicaties te wisselen. Ook is het mogelijk om het formaat van de vensters te wijzigen en deze te laten overlappen. Verder zijn er meer mogelijkheden voor het delen van inhoud voor samenwerken.

### IPadOS 17
IPadOS 17 is uitgebracht op 18 september 2023 en heeft een aanpasbaar toegangsscherm, een gezondheids-app, en het is mogelijk om interactieve widgets op het toegangsscherm te plaatsen, bijvoorbeeld voor het tonen van het weer, afspelen van muziek of andere functies.

### IPadOS 18
IPadOS 18 verscheen op 16 september 2024 en kreeg net als iOS 18 de beschikking over Apple Intelligence. Daarnaast is er een losse rekenmachine-app, en er zijn aanpassingsmogelijkheden voor het thuisscherm, de app-iconen en het bedieningspaneel.

## Beschikbaarheid
IPadOS ondersteunt iPads met een Apple A8- / A8X-chip of nieuwer. De software staat geen toestellen toe met 1 GB aan RAM, waaronder de eerste generatie iPad Air, iPad mini 2 en iPad mini 3. 

## Europese Commissie
De Verordening digitale markten identificeerde iPadOS in april 2024 als een belangrijke toegangspoort voor zakelijke gebruikers om eindgebruikers te bereiken. De Europese Commissie wees het platform daarom aan als poortwachter en legt bijhorende verplichtingen op. Dit moet zorgen voor een eerlijke mededinging.